# Invazia Rusiei în Ucraina (2022–prezent)
Pe 24 februarie 2022, Rusia a invadat Ucraina, declanșând cel mai mare și mai ucigător război din Europa de la al Doilea Război Mondial încoace, într-o escaladare majoră a conflictului dintre cele două țări care a început în 2014. Luptele au provocat sute de mii de victime militare și zeci de mii de victime civile ucrainene. În 2025, trupele ruse ocupă aproximativ 20% din teritoriul Ucrainei. Dintr-o populație de 41 de milioane de locuitori, aproximativ 8 milioane de ucraineni au fost strămutați intern și peste 8,2 milioane au părăsit țara până în aprilie 2023, creând cea mai mare criză a refugiaților din Europa de la al Doilea Război Mondial.
La sfârșitul anului 2021, Rusia a masat trupe în apropierea frontierelor Ucrainei și a emis cereri care includeau interdicția ca Ucraina să adere vreodată la alianța militară NATO. După ce a negat în repetate rânduri că ar avea planuri de a invada sau de a ataca Ucraina, la 24 februarie 2022, președintele rus Vladimir Putin a anunțat o „operațiune militară specială”, declarând că aceasta era menită să sprijine republicile separatiste Donețk și Luhansk, susținute de Rusia, ale căror forțe paramilitare luptau împotriva Ucrainei în conflictul din Donbas din 2014. Putin a adoptat opinii iredentiste care contestau legitimitatea Ucrainei ca stat, a susținut în mod fals că Ucraina era guvernată de neonaziști care persecutau minoritatea rusă și a afirmat că obiectivul Rusiei era „demilitarizarea și denazificarea” Ucrainei. Au fost lansate atacuri aeriene rusești și o invazie terestră pe un front nordic din Belarus spre capitala Kiev, un front sudic din Crimeea și un front estic din Donbas și spre Harkov. Ucraina a decretat legea marțială, a ordonat o mobilizare generală și a rupt relațiile diplomatice cu Rusia.
Trupele ruse s-au retras din nordul și periferia Kievului până în aprilie 2022, după ce s-au confruntat cu o rezistență puternică și cu provocări logistice. Masacrul de la Bucha a fost descoperit după retragerea lor. În sud-est, Rusia a lansat o ofensivă în Donbas și a capturat Mariupol după un asediu distrugător. Rusia a continuat să bombardeze ținte militare și civile aflate la distanță de front și a lovit rețeaua energetică în timpul lunilor de iarnă. La sfârșitul anului 2022, Ucraina a lansat contraofensive de succes în sud și est, eliberând cea mai mare parte a regiunii Harkov. La scurt timp după aceea, Rusia a anexat ilegal patru provincii parțial ocupate. În noiembrie, Ucraina a eliberat Herson. În iunie 2023, Ucraina a lansat o altă contraofensivă în sud-est, dar a obținut puține câștiguri. După avansuri mici, dar constante ale Rusiei în est în prima jumătate a anului 2024, Ucraina a lansat o ofensivă transfrontalieră în regiunea Kursk din Rusia în august, unde soldați nord-coreeni au fost trimiși pentru a ajuta Rusia. Oficiul Națiunilor Unite pentru Drepturile Omului raportează că Rusia comite grave încălcări ale drepturilor omului în Ucraina ocupată. Costul direct al războiului pentru Rusia a fost de peste 450 de miliarde de dolari americani.
Invazia a fost întâmpinată cu condamnări internaționale pe scară largă. Adunarea Generală a Națiunilor Unite a adoptat o rezoluție prin care condamna invazia și cerea retragerea completă a Rusiei. Curtea Internațională de Justiție a ordonat Rusiei să înceteze operațiunile militare, iar Consiliul Europei a expulzat Rusia. Multe țări au impus sancțiuni Rusiei și aliatului său Belarus și au acordat ajutor umanitar și militar pe scară largă Ucrainei. Statele baltice și Polonia au declarat Rusia stat terorist. Au avut loc proteste în întreaga lume, protestatarii anti-război din Rusia fiind întâmpinați cu arestări în masă și o cenzură media mai strictă. Atacurile rusești asupra civililor au dus la acuzații de genocid. Perturbările legate de război în agricultura și transportul maritim ucrainean au contribuit la o criză alimentară mondială; daunele locale aduse mediului înconjurător ca urmare a războiului au fost descrise ca ecocid, iar războiul a perturbat grav politica climatică globală. Curtea Penală Internațională (CPI) a deschis o anchetă privind crimele împotriva umanității, crimele de război, răpirea copiilor ucraineni și genocidul împotriva ucrainenilor. CPI a emis mandate de arestare pentru Putin și alți cinci oficiali ruși.

## Preludiul invaziei
În martie și aprilie 2021 a avut loc o consolidare militară rusă masivă în apropierea frontierei cu Ucraina și, din nou, atât în Rusia, cât și în Belarus, începând din octombrie 2021. Membrii guvernului rus, inclusiv Putin, au negat în mod repetat că ar avea planuri de a invada sau ataca Ucraina, negările fiind emise până cu o zi înainte de invazie. Decizia de a invada Ucraina ar fi fost luată de Putin și de un grup restrâns de șoimi de război sau siloviki din cercul restrâns al lui Putin, inclusiv consilierul pentru securitate națională Nikolai Patrushev și ministrul apărării Serghei Shoigu. Rapoartele privind o presupusă scurgere de documente ale Serviciului Federal de Securitate al Rusiei (FSB) de către surse ale serviciilor de informații americane au afirmat că FSB nu a fost la curent cu planul lui Putin de a invada.
În iulie 2021, Putin a publicat un eseu intitulat „Despre unitatea istorică a rușilor și ucrainenilor”, în care a numit Ucraina „pământuri istorice rusești” și a susținut că nu există „nicio bază istorică” pentru „ideea poporului ucrainean ca națiune separată de ruși”. Cu câteva zile înainte de invazie, Putin a susținut că Ucraina nu a avut niciodată „un stat real” și că Ucraina modernă a fost o greșeală creată de bolșevicii ruși. Istoricul american Timothy Snyder a descris ideile lui Putin drept imperialism. Jurnalistul britanic Edward Lucas le-a descris drept revizionism istoric. Alți observatori au constatat că liderii Rusiei aveau o viziune distorsionată asupra Ucrainei, precum și asupra propriei istorii, și că aceste distorsiuni erau propagate prin intermediul statului.
În decembrie 2021, Rusia a emis un ultimatum către Occident, care includea cereri ca NATO să înceteze orice activitate în statele sale membre din Europa de Est și să interzică Ucrainei sau oricărui alt fost stat sovietic să adere vreodată la alianță, punerea în aplicare a încetării focului Minsk-2 și garanții împotriva desfășurărilor militare în Ucraina. Guvernul Rusiei a declarat că NATO reprezintă o amenințare și a avertizat cu privire la un răspuns militar dacă va urma o „linie agresivă”. Unele dintre solicitări au fost deja excluse de NATO. Un oficial american de rang înalt a declarat că SUA sunt dispuse să discute propunerile, dar a adăugat că există unele „pe care rușii știu că sunt inacceptabile”. Statele est-europene au aderat de bună voie la NATO din motive de securitate, iar ultima dată când o țară care se învecinează cu Rusia a aderat a fost în 2004. Ucraina nu a depus încă o cerere de aderare, iar unii membri s-au arătat reticenți în privința acestei aderări. Interzicerea aderării Ucrainei ar contraveni politicii „ușilor deschise” a NATO și tratatelor convenite de Rusia însăși. Secretarul general al NATO, Jens Stoltenberg, a răspuns că „Rusia nu are niciun cuvânt de spus” cu privire la aderarea Ucrainei și „nu are niciun drept să stabilească o sferă de influență pentru a încerca să își controleze vecinii”. NATO a subliniat că este o alianță defensivă și că a cooperat cu Rusia până când aceasta din urmă a anexat Crimeea. NATO s-a oferit să îmbunătățească comunicarea cu Rusia și să negocieze limite privind amplasarea rachetelor și exercițiile militare, cu condiția ca Rusia să își retragă trupele de la frontierele Ucrainei, însă Rusia nu a făcut acest lucru.
Liderii occidentali au promis că vor fi impuse sancțiuni severe în cazul în care Putin alege să invadeze în loc să negocieze. Președintele francez Emmanuel Macron și cancelarul german Olaf Scholz s-au întâlnit cu Putin în februarie 2022 pentru a-l descuraja de la o invazie. Potrivit lui Scholz, Putin i-a spus că Ucraina nu ar trebui să fie un stat independent. Scholz i-a spus președintelui ucrainean Volodimir Zelenski să declare Ucraina o țară neutră și să renunțe la aspirațiile sale de a adera la NATO. Zelenski a răspuns că nu se poate avea încredere în Putin pentru a respecta o astfel de înțelegere. Ucraina a fost o țară neutră în 2014, când Rusia a ocupat Crimeea și a invadat Donbasul. La 19 februarie, Zelenski a ținut un discurs la Conferința de Securitate de la München, solicitând puterilor occidentale să renunțe la politica lor de „împăciuire” față de Moscova și să ofere un calendar clar privind momentul în care Ucraina ar putea adera la NATO. După cum sunt de acord analiștii politici Taras Kuzio și Vladimir Socor, „atunci când Rusia a luat decizia de a invada Ucraina, această țară era mai departe ca niciodată nu numai de aderarea la NATO, ci și de orice cale care ar putea duce la aderare”.

### Anunțul de invazie al lui Putin
La 21 februarie, Putin a anunțat că Rusia recunoaște teritoriile din Ucraina controlate de Rusia ca state independente: Republica Populară Donețk și Republica Populară Luhansk. În ziua următoare, Rusia a anunțat că trimite trupe în aceste teritorii ca „forțe de menținere a păcii”, iar Consiliul Federației Rusiei a autorizat utilizarea forței militare în străinătate.
Înainte de ora 5 a.m., ora Kievului, pe 24 februarie, Putin, într-un alt discurs, a anunțat o „operațiune militară specială”, care „declară efectiv război Ucrainei”. Putin a declarat că operațiunea era menită să „protejeze oamenii” din republicile separatiste controlate de Rusia. El a susținut în mod fals că aceștia „s-au confruntat cu umilința și genocidul comise de regimul de la Kiev”. Putin a afirmat că Rusia este amenințată: el a susținut în mod fals că oficialii guvernului ucrainean sunt neo-naziști aflați sub controlul Occidentului, că Ucraina dezvoltă arme nucleare și că un NATO ostil își consolidează forțele și infrastructura militară în Ucraina. El a afirmat că Rusia urmărește „demilitarizarea și denazificarea” Ucrainei și a adoptat opinii care contestă dreptul Ucrainei de a exista. Putin a declarat că nu intenționează să ocupe Ucraina.
Invazia a început la câteva minute după discursul lui Putin.

## Evenimente

### Invazia inițială a Ucrainei (24 februarie - 7 aprilie)

Hartă animată a invaziei rusești din 24 februarie până la 7 aprilie 2022

Invazia a început la 24 februarie, lansată din Belarus pentru a viza Kievul, iar dinspre nord-est împotriva orașului Harkov. Frontul de sud-est a fost condus ca două vârfuri de lance separate, din Crimeea și din sud-est împotriva Luhansk și Donețk.

### Frontul de Nord
Eforturile rusești de a captura Kievul au inclus un vârf de lance probator pe 24 februarie, dinspre Belarus spre sud, de-a lungul malului vestic al râului Dnipro. Intenția aparentă a fost de a înconjura orașul dinspre vest, susținută de două axe separate de atac dinspre Rusia de-a lungul malului estic al râului Dnipro: cea vestică la Cernihiv și cea estică la Sumy. Probabil că acestea erau destinate să încercuiască Kievul dinspre nord-est și est.
Rusia a încercat să cucerească rapid Kievul, cu Spetsnaz infiltrate în oraș, sprijinite de operațiuni aeropurtate și de o înaintare mecanizată rapidă dinspre nord, dar nu a reușit. Statele Unite l-au contactat pe Zelenski și s-au oferit să îl ajute să fugă din țară, pentru ca armata rusă să nu încerce să îl răpească sau să îl ucidă la cucerirea Kievului; Zelenski a răspuns: „Lupta este aici; am nevoie de muniție, nu de o plimbare”. The Washington Post, care a descris citatul ca fiind „una dintre cele mai citate replici ale invaziei rusești”, nu era pe deplin sigur de acuratețea comentariului. Reporterul Glenn Kessler a declarat că acesta provine „dintr-o singură sursă, dar la suprafață pare a fi una bună”. Forțele rusești care înaintau spre Kiev dinspre Belarus au preluat controlul asupra orașului fantomă Cernobîl. Forțele aeropurtate rusești au încercat să cucerească două aerodromuri cheie din apropierea Kievului, lansând un asalt aeropurtat asupra aeroportului Antonov și o aterizare similară la Vasylkiv, lângă baza aeriană Vasylkiv, pe 26 februarie.
La începutul lunii martie, avansurile rusești de-a lungul părții de vest a Niprului au fost limitate de apărarea ucraineană. La 5 martie, un convoi rusesc mare, despre care se spunea că are o lungime de 64 de kilometri, a făcut puține progrese spre Kiev. Grupul de reflecție Royal United Services Institute, cu sediul la Londra, a evaluat avansurile rusești dinspre nord și est ca fiind „blocate”. Înaintările dinspre Cernihiv s-au oprit în mare parte, deoarece acolo a început un asediu. Forțele rusești au continuat să avanseze spre Kiev dinspre nord-vest, capturând Bucha, Hostomel și Vorzel până la 5 martie, deși Irpin a rămas contestat la 9 martie. Până la 11 martie, convoiul prelungit s-a dispersat în mare parte și s-a adăpostit. La 16 martie, forțele ucrainene au început o contraofensivă pentru a respinge forțele rusești. Incapabile să obțină o victorie rapidă la Kiev, forțele rusești și-au schimbat strategia în favoarea bombardamentelor nediscriminatorii și a războiului de asediu. La 25 martie, o contraofensivă ucraineană a recucerit mai multe orașe la est și la vest de Kiev, inclusiv Makariv. Trupele rusești din zona Bucha s-au retras spre nord la sfârșitul lunii martie. Forțele ucrainene au intrat în oraș la 1 aprilie. Ucraina a declarat că a recucerit întreaga regiune din jurul Kievului, inclusiv Irpin, Bucha și Hostomel, și a descoperit dovezi ale unor crime de război în Bucha. La 6 aprilie, secretarul general al NATO, Jens Stoltenberg, a declarat că „retragerea, reaprovizionarea și redistribuirea” trupelor rusești din zona Kievului ar trebui interpretate ca o extindere a planurilor lui Putin pentru Ucraina, prin redislocarea și concentrarea forțelor sale în estul Ucrainei. În general, Kievul a fost lăsat liber de atacuri, în afară de lovituri izolate cu rachete. Unul a avut loc în timp ce secretarul general al ONU, António Guterres, se afla în vizită la Kiev la 28 aprilie pentru a discuta cu Zelenski despre supraviețuitorii asediului de la Mariupol. O persoană a fost ucisă și mai multe au fost rănite în urma atacului.

### Frontul de Nord-Est
Forțele rusești au avansat în regiunea Cernihiv pe 24 februarie și au asediat capitala administrativă a acesteia. A doua zi, forțele rusești au atacat și au capturat Konotop. În aceeași zi, o înaintare separată în Oblastul Sumî a atacat orașul Sumî, aflat la doar 35 de kilometri de granița ruso-ucraineană. Avansarea s-a împotmolit în lupte urbane, iar forțele ucrainene au reușit să rețină orașul, afirmând că peste 100 de vehicule blindate rusești au fost distruse și zeci de soldați au fost capturați. Forțele rusești au atacat, de asemenea, Okhtyrka, desfășurând arme termobarice.
La 4 martie, Frederick Kagan scria că axa Sumî era atunci „cea mai de succes și cea mai periculoasă cale de avansare rusă spre Kiev” și comenta că geografia favoriza avansurile mecanizate, deoarece terenul „este plat și slab populat, oferind puține poziții bune de apărare”. Călătorind pe autostrăzi, forțele rusești au ajuns la Brovary, o suburbie estică a Kievului, pe 4 martie. Pentagonul a confirmat la 6 aprilie că armata rusă a părăsit regiunea Cernihiv, dar regiunea Sumî a rămas contestată. La 7 aprilie, guvernatorul regiunii Sumî a declarat că trupele rusești au plecat, dar au lăsat în urmă explozibili trucate și alte pericole.

### Frontul de Sud
La 24 februarie, forțele rusești au preluat controlul asupra canalului Crimeii de Nord, permițând Crimeii să obțină apă din Nipru, tăiat din 2014. La 26 februarie, a început asediul orașului Mariupol, în timp ce atacul s-a mutat spre est, făcând legătura cu Donbasul controlat de separatiști. Pe drum, forțele rusești au intrat în Berdiansk și l-au capturat. La 1 martie, forțele rusești au atacat Melitopol și orașele din apropiere. La 25 februarie, unități rusești din RPD avansează asupra Mariupolului și au fost înfrânte lângă Pavlopil. Spre seară, Marina rusă ar fi început un asalt amfibiu pe coasta Mării Azov, la 70 de kilometri la vest de Mariupol. Un oficial american din domeniul apărării a declarat că forțele ruse ar putea desfășura mii de pușcași marini din acest cap de pod.
Corpul 22 al armatei ruse s-a apropiat de centrala nucleară Zaporijjea pe 26 februarie și a asediat Enerhodar pentru a prelua controlul asupra acesteia. A izbucnit un incendiu, dar Agenția Internațională pentru Energie Atomică (AIEA) a declarat ulterior că echipamentele esențiale nu au fost deteriorate. Centrala nucleară a căzut sub control rusesc, dar, în ciuda incendiilor, nu a înregistrat scurgeri de radiații. Un al treilea grup de atac rusesc din Crimeea s-a deplasat spre nord-vest și a capturat poduri peste Nipru. Pe 2 martie, trupele rusești au câștigat o bătălie la Herson, primul oraș important care a căzut în mâinile forțelor rusești în timpul invaziei. Trupele rusești s-au deplasat spre Mykolaiv și l-au atacat două zile mai târziu, dar au fost respinse de forțele ucrainene. Tot pe 2 martie, forțele ucrainene au inițiat o contraofensivă asupra Horlivka, controlată de RPD din 2014.
După noi atacuri cu rachete la 14 martie în Mariupol, guvernul ucrainean a declarat că peste 2.500 de persoane au murit. La 18 martie, Mariupol era complet încercuit, iar luptele au ajuns în centrul orașului, îngreunând eforturile de evacuare a civililor. La 20 martie, o școală de artă, care adăpostea aproximativ 400 de persoane, a fost distrusă de bombele rusești. Rușii au cerut să se predea, iar ucrainenii au refuzat. Pe 24 martie, forțele rusești au intrat în centrul Mariupol. La 27 martie, vicepremierul ucrainean Olha Stefanishyna a declarat că „m-ai mult de 85% din întregul oraș este distrus”.
Putin i-a spus lui Emmanuel Macron, într-o convorbire telefonică din 29 martie, că bombardamentul asupra Mariupol se va încheia doar atunci când ucrainenii se vor preda. La 1 aprilie, trupele rusești au refuzat trecerea în siguranță în Mariupol a 50 de autobuze trimise de Națiunile Unite pentru a evacua civilii, în timp ce negocierile de pace continuau la Istanbul. La 3 aprilie, în urma retragerii forțelor rusești din Kiev, Rusia și-a extins atacul asupra Ucrainei de Sud și mai mult spre vest, cu bombardamente și lovituri împotriva Odesa, Mykolaiv și a centralei nucleare din Zaporijjea.

### Frontul de Est
În est, trupele rusești au încercat să captureze Harkov, la mai puțin de 35 de kilometri de granița rusă, și au întâmpinat o puternică rezistență ucraineană. La 25 februarie, baza aeriană Millerovo a fost atacată de forțele militare ucrainene cu rachete OTR-21 Tochka, care, potrivit oficialilor ucraineni, au distrus mai multe avioane ale forțelor aeriene ruse și au provocat un incendiu. La 28 februarie, atacurile cu rachete au ucis mai multe persoane în Harkov. La 1 martie, Denis Pușilin, șeful RPD, a anunțat că forțele RPD au înconjurat aproape complet orașul Volnovakha. La 2 martie, forțele rusești au fost respinse din Sievierodonetsk în timpul unui atac împotriva orașului. Izium ar fi fost capturat de forțele rusești la 17 martie, deși luptele au continuat.
La 25 martie, Ministerul rus al Apărării a declarat că va încerca să ocupe marile orașe din estul Ucrainei. La 31 martie, armata ucraineană a confirmat că Izium se afla sub control rusesc, iar PBS News a raportat reluarea bombardamentelor și a atacurilor cu rachete în Harkov, la fel de grave sau mai grave decât înainte, în timp ce negocierile de pace cu Rusia urmau să fie reluate la Istanbul.
Pe fondul intensificării bombardamentelor rusești asupra Harkovului la 31 martie, Rusia a raportat un atac cu elicopterul împotriva unui depozit de aprovizionare cu petrol la aproximativ 35 de kilometri la nord de graniță, în Belgorod, și a acuzat Ucraina de acest atac. Ucraina a negat responsabilitatea. La 7 aprilie, masarea din nou a trupelor de invazie rusești și a diviziilor de tancuri în jurul orașelor Izium, Sloviansk și Kramatorsk a determinat oficialii guvernamentali ucraineni să sfătuiască locuitorii rămași în apropierea graniței de est a Ucrainei să se evacueze în vestul Ucrainei în termen de 2-3 zile, având în vedere absența armelor și munițiilor promise anterior Ucrainei până atunci.

### Frontul din sud-est (8 aprilie - 5 septembrie)

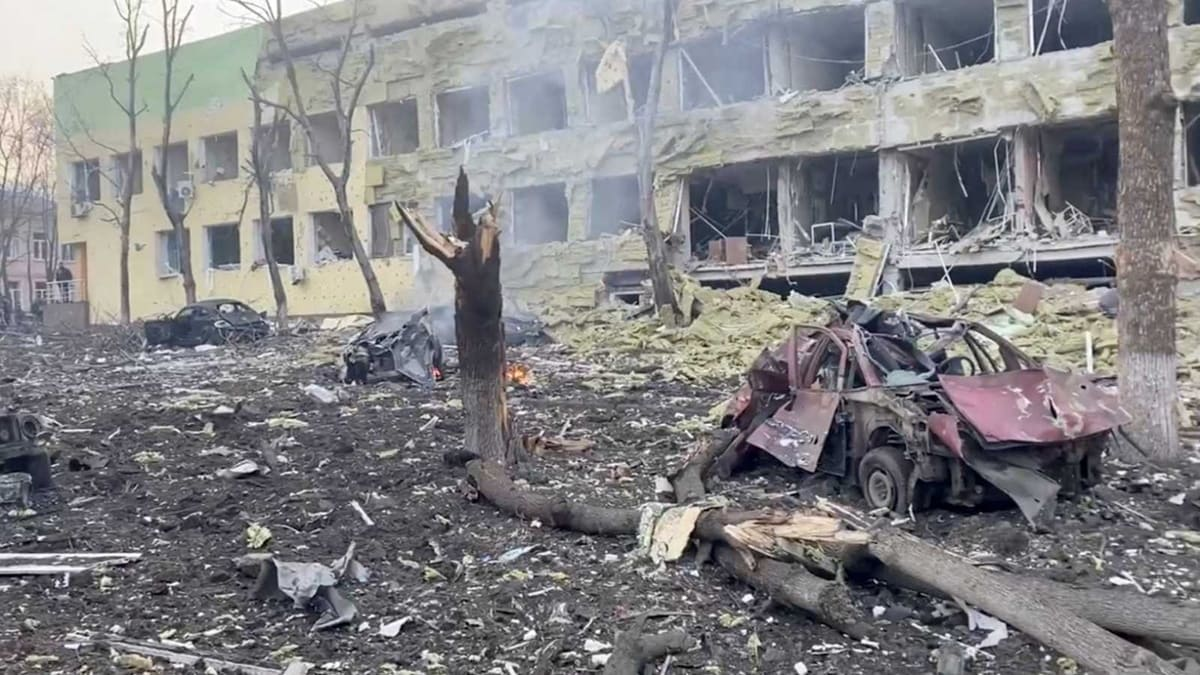
Un spital pentru copii din Mariupol după un raid aerian rusesc

Până la 17 aprilie, progresul rusesc pe frontul de sud-est părea să fie împiedicat de forțele ucrainene care se opuneau în combinatul siderurgic Azovstal, mare și puternic fortificat, și în zona înconjurătoare din Mariupol.
La 19 aprilie, The New York Times a confirmat că Rusia a lansat un nou front de invazie denumit „asalt estic” pe un front de 480 km care se întinde de la Harkov la Donețk și Luhansk, cu atacuri simultane cu rachete îndreptate din nou spre Kiev în nord și Lviv în vestul Ucrainei. La 30 aprilie, un oficial NATO a descris progresele rusești ca fiind „inegale” și „minore”. Un oficial anonim din domeniul apărării din SUA a calificat ofensiva rusă drept: „foarte călduță”, „minimă în cel mai bun caz” și „anemică”. În iunie 2022, purtătorul de cuvânt principal al Ministerului Apărării al Federației Ruse, Igor Konashenkov, a dezvăluit că trupele ruse sunt împărțite între Grupurile de armate „Centru”, comandate de generalul-colonel Aleksander Lapin, și „Sud”, comandate de generalul de armată Serghei Surovikin. La 20 iulie, Lavrov a anunțat că Rusia va răspunde la creșterea ajutorului militar primit de Ucraina din străinătate ca justificând extinderea operațiunii sale militare speciale pentru a include obiective atât în regiunea Zaporijjea, cât și în regiunea Herson.

Forțele terestre rusești au început să recruteze batalioane de voluntari din aceste regiuni în iunie 2022 pentru a crea un nou Corp al III-lea de armată în cadrul Districtului Militar de Vest, cu un efectiv planificat estimat la 15.500-60.000 de persoane. Unitățile sale au fost desfășurate pe front în jurul momentului contraofensivei ucrainene din 9 septembrie din regiunea KHarkov, la timp pentru a se alătura retragerii rusești, lăsând în urmă tancuri, vehicule de luptă de infanterie și transportoare de personal: 3AC „s-a topit”, potrivit lui Forbes, având un impact redus sau chiar inexistent pe câmpul de luptă, împreună cu alte forțe neregulate.

Hartă animată a invaziei rusești din 7 aprilie până la 5 septembrie 2022

### Căderea orașului Mariupol
La 13 aprilie, forțele rusești și-au intensificat atacul asupra combinatului siderurgic Azovstal din Mariupol și asupra personalului ucrainean rămas în apărarea acestuia. Până la 17 aprilie, forțele rusești au înconjurat fabrica. Prim-ministrul ucrainean Denys Shmyhal a declarat că soldații ucraineni au jurat să ignore ultimatumul reînnoit de predare și să lupte până la ultimul suflet. La 20 aprilie, Putin a declarat că asediul Mariupol poate fi considerat complet din punct de vedere tactic, deoarece cei 500 de soldați ucraineni înrădăcinați în buncărele din interiorul fabricii de fier Azovstal și cei aproximativ 1.000 de civili ucraineni au fost complet izolați de orice tip de ajutor.
După întâlniri consecutive cu Putin și Zelenski, secretarul general al ONU, Guterres, a declarat, la 28 aprilie, că va încerca să organizeze o evacuare de urgență a supraviețuitorilor din Azovstal, în conformitate cu asigurările primite de la Putin cu ocazia vizitei sale la Kremlin. La 30 aprilie, trupele rusești au permis civililor să plece sub protecția ONU. La 3 mai, după ce au permis plecarea a aproximativ 100 de civili ucraineni de la fabrica de oțel Azovstal, trupele rusești au reluat bombardamentele asupra fabricii de oțel. La 6 mai, The Daily Telegraph a relatat că Rusia a folosit bombe termobarice împotriva soldaților ucraineni rămași, care pierduseră contactul cu guvernul de la Kiev; în ultimele sale comunicări, Zelenski l-a autorizat pe comandantul uzinei siderurgice asediate să se predea, dacă era necesar, sub presiunea atacurilor rusești în creștere. Pe 7 mai, Associated Press a raportat că toți civilii au fost evacuați din oțelăria Azovstal la sfârșitul celor trei zile de încetare a focului.
După ce ultimii civili au fost evacuați din buncărele Azovstal, aproape două mii de soldați ucraineni au rămas baricadați acolo, 700 dintre ei fiind răniți. Aceștia au reușit să comunice un apel pentru un coridor militar de evacuare, deoarece se așteptau la o execuție sumară dacă se predau forțelor rusești. Rapoarte despre disensiuni în cadrul trupelor ucrainene de la Azovstal au fost raportate de Ukrainska Pravda la 8 mai, indicând că comandantul pușcașilor marini ucraineni desemnați să apere buncărele de la Azovstal a făcut o achiziție neautorizată de tancuri, muniții și personal, a evadat din poziția de acolo și a fugit. Soldații rămași au vorbit despre o poziție defensivă slăbită în Azovstal ca urmare a acestui fapt, ceea ce a permis avansarea spre liniile de atac rusești. Ilia Somolienko, comandantul adjunct al trupelor ucrainene rămase baricadate la Azovstal, a declarat: „Practic, suntem aici oameni morți. Cei mai mulți dintre noi știu acest lucru și de aceea luptăm fără teamă”.
La 16 mai, statul major ucrainean a anunțat că garnizoana Mariupol „și-a îndeplinit misiunea de luptă” și că au început evacuările finale din oțelăria Azovstal. Armata a precizat că 264 de militari au fost evacuați la Olenivka, aflată sub control rusesc, în timp ce 53 dintre aceștia, care au fost „grav răniți”, au fost transportați la un spital din Novoazovsk, controlat, de asemenea, de forțele rusești. În urma evacuării personalului ucrainean din Azovstal, forțele ruse și ale RPD au controlat în totalitate toate zonele din Mariupol. Sfârșitul bătăliei a pus capăt, de asemenea, asediului Mariupolului. Secretarul de presă al Rusiei, Dmitri Peskov, a declarat că președintele rus Vladimir Putin a garantat că luptătorii care s-au predat vor fi tratați „în conformitate cu standardele internaționale”, în timp ce președintele ucrainean Volodimir Zelenski a declarat într-o alocuțiune că „munca de aducere a băieților acasă continuă, iar această muncă are nevoie de delicatețe - și de timp”. Unii legislatori ruși proeminenți au cerut guvernului să refuze schimburile de prizonieri pentru membrii Regimentului Azov.

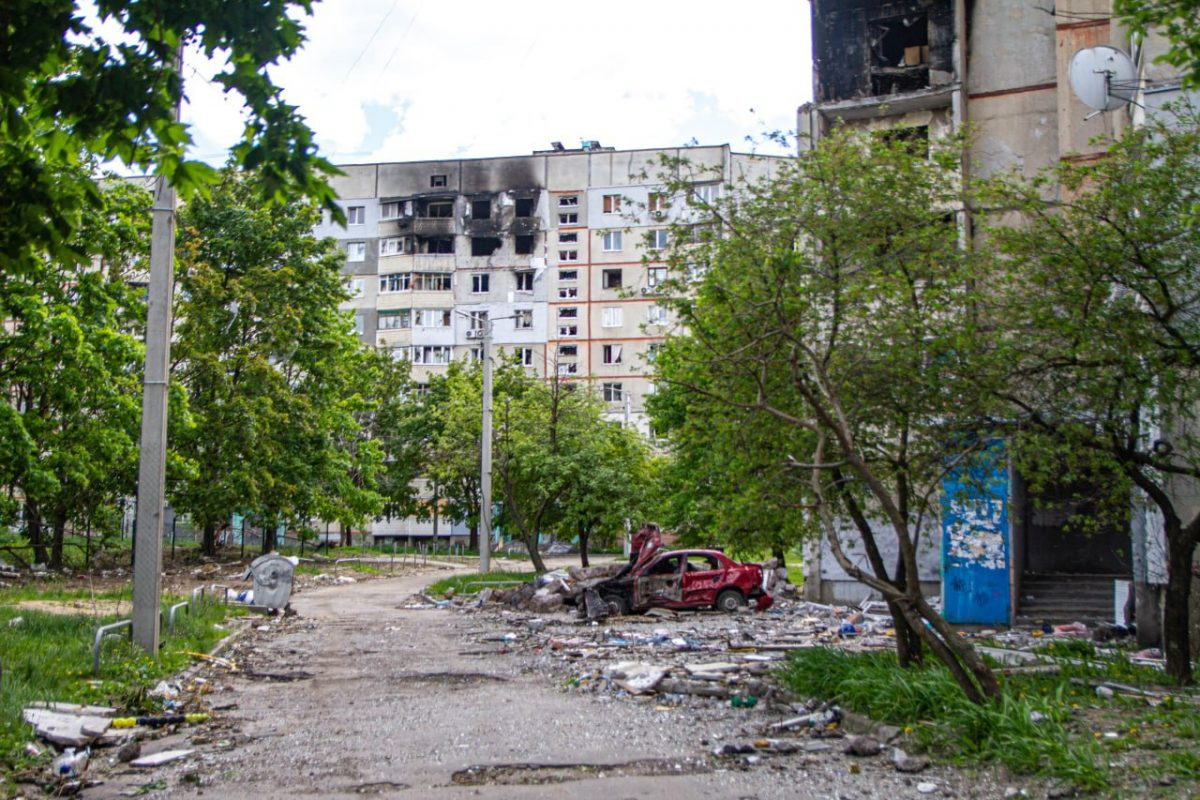
Zona rezidențială Saltivka după bătălia de la Harkov din 19 mai 2022

### Frontul din Harkov
La 14 aprilie, se pare că trupele ucrainene au aruncat în aer un pod între Harkov și Izium, folosit de forțele rusești pentru redistribuirea trupelor la Izium, împiedicând convoiul rusesc.
La 5 mai, David Axe, care scria pentru Forbes, a declarat că armata ucraineană și-a concentrat Brigăzile 4 și 17 de tancuri și Brigada 95 de asalt aerian în jurul Izium pentru o posibilă acțiune de ariergardă împotriva trupelor rusești desfășurate în zonă; Axe a adăugat că cealaltă concentrare majoră a forțelor ucrainene în jurul Harkovului include Brigăzile 92 și 93 mecanizate, care ar putea fi desfășurate în mod similar pentru o acțiune de ariergardă împotriva trupelor rusești din jurul Harkovului sau pentru a face legătura cu trupele ucrainene desfășurate în același timp în jurul Iziumului.
La 13 mai, BBC a raportat că trupele rusești din Harkov au fost retrase și redistribuite pe alte fronturi din Ucraina, în urma avansurilor trupelor ucrainene în orașele din jur și în Harkov însuși, care au inclus distrugerea podurilor strategice de pontoane construite de trupele rusești pentru a traversa râul Seversky Donets și folosite anterior pentru desfășurarea rapidă a tancurilor în regiune.

### Frontul din Herson-Nicolaev
Atacurile cu rachete și bombardamentele asupra orașelor cheie Mykolaiv și Odesa au continuat în timp ce începea a doua fază a invaziei. La 22 aprilie, generalul de brigadă rus Rustam Minnekayev a declarat, în cadrul unei reuniuni a Ministerului Apărării, că Rusia plănuia să extindă frontul Mykolayiv-Odesa după asediul Mariupol și mai mult spre vest, pentru a include regiunea separatistă Transnistria de la granița ucraineană cu Moldova. Ministerul ucrainean al Apărării a descris această intenție ca fiind imperialism, afirmând că aceasta contrazice afirmațiile anterioare ale Rusiei potrivit cărora nu are ambiții teritoriale în Ucraina și că declarația este o recunoaștere a faptului că „obiectivul «celei de-a doua faze» a războiului nu este victoria asupra naziștilor mitici, ci pur și simplu ocuparea estului și sudului Ucrainei”. Georgi Gotev, scriind pentru Reuters la 22 aprilie, a remarcat că ocuparea Ucrainei de la Odesa până la Transnistria ar transforma-o într-o națiune fără ieșire la mare, fără acces practic la Marea Neagră. La 24 aprilie, Rusia și-a reluat atacurile cu rachete asupra Odesa, distrugând instalații militare și provocând două duzini de victime civile.
La 27 aprilie, surse ucrainene au indicat că exploziile au distrus două turnuri de emisie rusești din Transnistria, folosite în principal pentru retransmiterea programelor de televiziune rusești. La sfârșitul lunii aprilie, Rusia a reluat atacurile cu rachete asupra pistelor de aterizare din Odesa, distrugând unele dintre ele. În cursul săptămânii de 10 mai, trupele ucrainene au început să întreprindă acțiuni militare pentru a alunga forțele rusești care s-au instalat pe Insula Șerpilor din Marea Neagră, la aproximativ 200 de kilometri de Odesa. La 30 iunie 2022, Rusia a anunțat că și-a retras trupele de pe insulă după ce obiectivele au fost îndeplinite.
La 23 iulie, CNBC a raportat o lovitură cu rachete rusești asupra portului ucrainean Odesa, precizând că acțiunea a fost condamnată rapid de liderii mondiali, o dezvăluire dramatică în contextul unui acord recent negociat de ONU și Turcia care a asigurat un coridor maritim pentru exportul de cereale și alte produse alimentare. La 31 iulie, CNN a raportat o intensificare semnificativă a atacurilor cu rachete și a bombardamentelor rușilor asupra orașului Mykolaiv, ucigându-l și pe magnatul ucrainean al cerealelor Oleksiy Vadaturskyi în oraș în timpul bombardamentelor.

### Frontul din Zaporojie
Forțele rusești au continuat să tragă cu rachete și să arunce bombe asupra orașelor cheie Dnipro și Zaporijjea. La 10 aprilie, rachetele rusești au distrus Aeroportul Internațional Dnipro. La 2 mai, ONU ar fi evacuat aproximativ 100 de supraviețuitori din asediul de la Mariupol, cu cooperarea trupelor rusești, în satul Bezimenne de lângă Donețk, de unde urmau să se mute în Zaporijjea. La 28 iunie, Reuters a relatat că un atac cu rachete rusești a fost lansat asupra orașului Kremenchuk, la nord-vest sau Zaporijjea, detonând într-un centru comercial public și provocând cel puțin 18 morți, atrăgând totodată condamnarea lui Emmanuel Macron din Franța, printre alți lideri mondiali, care a vorbit despre acest atac ca fiind o „crimă de război”. 2022 iulie Lovitura de rachetă de la Dnipro a ucis patru persoane.
La 7 iulie, s-a raportat că, după ce rușii au capturat centrala nucleară de la Zaporijjea la începutul invaziei, au instalat artilerie grea și lansatoare mobile de rachete între pereții reactoarelor separate ale instalației nucleare, folosindu-le ca scut împotriva unui eventual contraatac ucrainean. Un contraatac împotriva amplasamentelor de artilerie rusești instalate nu ar fi fost posibil fără riscul de căderi de radiații în cazul unor raiduri din apropiere. La 19 august, Rusia a fost de acord să permită accesul inspectorilor AIEA la centrala Zaporijjea din teritoriul controlat de Ucraina, după o convorbire telefonică între președintele Franței, Emmanuel Macron, și președintele rus, Vladimir Putin. Pentru ca inspecția să poată avea loc, mai trebuia să se convină o încetare temporară a focului în jurul centralei.
Rusia a raportat că până la 18 august au fost înregistrate 12 atacuri cu peste 50 de explozii de obuze de artilerie la uzină și în orașul Energodar, unde se află personalul, până la 18 august. De asemenea, la 19 august, Tobias Ellwood, președintele Comisiei pentru apărare din Marea Britanie, a declarat că orice deteriorare deliberată a centralei nucleare din Zaporijjea care ar putea provoca scurgeri de radiații ar fi o încălcare a articolului 5 din Tratatul Atlanticului de Nord, potrivit căruia un atac asupra unui stat membru al NATO este un atac asupra tuturor statelor membre. A doua zi, congresmanul american Adam Kinzinger a declarat că orice scurgere de radiații ar ucide oameni din țările NATO, ceea ce ar fi o activare automată a articolului 5.
Bombardamentele au lovit depozitele de cenușă de cărbune de la centrala electrică vecină pe 23 august, iar cenușa a luat foc până pe 25 august. Linia de transmisie de 750 kV către substația Dniprovska, care a fost singura dintre cele patru linii de transmisie de 750 kV care nu fusese încă avariată și întreruptă de acțiunile militare, trece peste depozitele de cenușă. La 25 august, la ora 12:12 p.m., linia a fost întreruptă din cauza incendiului de dedesubt, deconectând centrala și cele două reactoare în funcțiune de la rețeaua națională pentru prima dată de când a început să funcționeze în 1985. Ca răspuns, generatoarele de rezervă ale reactorului 5 și pompele de răcire au pornit, iar reactorul 6 a redus producția.
Puterea de intrare era încă disponibilă prin intermediul liniei de 330 kV către substația de la centrala pe cărbune, astfel încât generatoarele diesel nu erau esențiale pentru răcirea miezurilor reactoarelor și a bazinelor de combustibil uzat. Linia de 750 kV și reactorul 6 și-au reluat funcționarea la ora 12:29 p.m., dar linia a fost din nou întreruptă de incendiu două ore mai târziu. Linia, dar nu și reactoarele, a fost repusă în funcțiune din nou mai târziu în aceeași zi. La 26 august, un reactor a fost repornit după-amiaza, iar altul seara, reluând alimentarea cu energie electrică a rețelei. La 29 august 2022, o echipă a AIEA condusă de Rafael Grossi a mers să investigheze centrala. Lydie Evrard și Massimo Aparo au făcut parte, de asemenea, din echipa de conducere. Înainte de sosirea lor, nu fuseseră raportate scurgeri la centrală, dar avuseseră loc bombardamente cu câteva zile înainte.

### Anexările și pierderile cauzate de ocupația rusiei (6 septembrie - 11 noiembrie 2022)

Hartă animată a invaziei rusești din 5 septembrie 2022 până la 11 noiembrie 2022

La 6 septembrie 2022, forțele ucrainene au lansat o contraofensivă surpriză în regiunea Harkov, începând de lângă Balakliia. Această contraofensivă a fost condusă de generalul Syrskyi. Până la 12 septembrie, un Kiev îmbărbătat a lansat o contraofensivă în zona din jurul Harkovului, cu suficient succes pentru ca Rusia să recunoască public că a pierdut poziții-cheie în zonă. The New York Times a relatat la 12 septembrie că succesul contraofensivei a afectat imaginea unui „Putin puternic” și a dus la încurajarea guvernului de la Kiev de a căuta mai multe arme din partea Occidentului pentru a-și susține contraofensiva în Harkov și în zonele înconjurătoare. La 21 septembrie 2022, Vladimir Putin a anunțat o mobilizare parțială. El a mai spus că țara sa va folosi „toate mijloacele” pentru „a se apăra”. În aceeași zi, ministrul apărării, Serghei Shoigu, a declarat că 300.000 de rezerviști vor fi chemați în mod obligatoriu. Mykhailo Podolyak, consilierul președintelui Ucrainei, Volodimyr Zelenski, a declarat că această decizie era previzibilă și că a fost o încercare de a justifica „eșecurile Rusiei”. Ministrul britanic de externe Gillian Keegan a calificat situația drept o „escaladare”, în timp ce fostul președinte mongol Tsakhia Elbegdorj a acuzat Rusia că îi folosește pe mongolii ruși drept „carne de tun”.

### Anexarea de către Rusia a regiunilor Donetsk, Herson, Luhansk și Zaporijjea
La sfârșitul lunii septembrie 2022, oficialii instalați de Rusia în Ucraina au organizat referendumuri privind anexarea teritoriilor ocupate ale Ucrainei, inclusiv a Republicii Populare Donețk și a Republicii Populare Luhansk din regiunile ucrainene Donețk și Luhansk ocupate de Rusia, precum și a administrațiilor militare numite de ruși din regiunea Herson și regiunea Zaporijjea. Denunțate de guvernul ucrainean și de aliații săi ca fiind alegeri de fațadă, rezultatele oficiale au arătat majorități covârșitoare în favoarea anexării.
La 30 septembrie 2022, Vladimir Putin a anunțat anexarea regiunilor ucrainene Donețk, Luhansk, Herson și Zaporijjea într-un discurs adresat ambelor camere ale parlamentului rus. Atât Ucraina, cât și Statele Unite, Uniunea Europeană și Organizația Națiunilor Unite au denunțat anexarea ca fiind ilegală.

### Contraofensiva din Herson
La 29 august, Zelenski a promis, în mod avizat, începerea unei contraofensive pe scară largă în sud-est. El a anunțat mai întâi o contraofensivă pentru a recuceri teritoriul ocupat de Rusia în sud, concentrându-se pe regiunea Herson-Mykolaiv, afirmație care a fost coroborată de parlamentul ucrainean, precum și de Comandamentul Operațional Sud.
La 4 septembrie, Zelenski a anunțat eliberarea a două sate fără nume din regiunea Herson și a unuia din regiunea Donețk. Autoritățile ucrainene au publicat o fotografie care arată ridicarea drapelului ucrainean în Vysokopillia de către forțele ucrainene. Atacurile ucrainene au continuat, de asemenea, de-a lungul liniei sudice a frontului, deși rapoartele privind schimbările teritoriale au fost în mare parte neverificabile. La 12 septembrie, Zelenski a declarat că forțele ucrainene au recucerit un total de 6.000 de kilometri pătrați de la Rusia, atât în sud, cât și în est. BBC a declarat că nu a putut verifica aceste afirmații.
În octombrie, forțele ucrainene au înaintat și mai mult spre sud, spre orașul Herson, preluând controlul asupra a 1.170 de kilometri pătrați de teritoriu, luptele extinzându-se până la Dudchany. La 9 noiembrie, ministrul apărării, Shoigu, a ordonat forțelor ruse să părăsească o parte din regiunea Herson, inclusiv orașul Herson, și să se deplaseze pe malul estic al Niprului. La 11 noiembrie, trupele ucrainene au intrat în Herson, în timp ce Rusia își încheia retragerea. Acest lucru a însemnat că forțele rusești nu mai aveau un punct de sprijin pe malul vestic (drept) al Niprului.

### Contraofensiva din Harkov
Între timp, forțele ucrainene au lansat o altă contraofensivă surpriză la 6 septembrie în regiunea Harkov, începând de lângă Balakliia. Această contraofensivă a fost condusă de generalul Syrskyi. Până la 7 septembrie, forțele ucrainene au avansat aproximativ 20 de kilometri în teritoriul ocupat de Rusia și au afirmat că au recucerit aproximativ 400 de kilometri pătrați. Comentatorii ruși au spus că acest lucru se datorează probabil relocării forțelor rusești în Herson ca răspuns la ofensiva ucraineană de acolo. La 8 septembrie, forțele ucrainene au capturat Balakliia și au avansat până la 15 kilometri de Kupiansk. Analiștii militari au declarat că forțele ucrainene păreau să se îndrepte spre Kupiansk, un important nod feroviar, cu scopul de a tăia calea forțelor ruse de la Izium dinspre nord.
La 9 septembrie, administrația rusă de ocupație din regiunea Harkov a anunțat că va „evacua” populațiile civile din Izium, Kupiansk și Velykyi Burluk. Institutul pentru Studiul Războiului (ISW) a declarat că, în opinia sa, Kupiansk va cădea probabil în următoarele 72 de ore, în timp ce unități de rezervă rusești au fost trimise în zonă atât pe șosea, cât și cu elicopterul. În dimineața zilei de 10 septembrie, au apărut fotografii care pretindeau că înfățișează trupele ucrainene ridicând steagul ucrainean în centrul orașului Kupiansk, iar ISW a declarat că forțele ucrainene au capturat aproximativ 2.500 de kilometri pătrați, exploatând în mod eficient pătrunderea lor. Mai târziu în cursul zilei, Reuters a raportat că pozițiile rusești din nord-estul Ucrainei s-au „prăbușit” în fața asaltului ucrainean, forțele rusești fiind forțate să se retragă din baza lor de la Izium după ce au fost izolate de capturarea orașului Kupiansk.
La 15 septembrie, o evaluare a Ministerului britanic al Apărării a confirmat că Rusia fie a pierdut, fie s-a retras din aproape toate pozițiile sale la vest de râul Oskil. Unitățile în retragere abandonaseră, de asemenea, diverse bunuri militare de mare valoare. Ofensiva a continuat să împingă spre est și, până la 2 octombrie, forțele armate ucrainene au eliberat un alt oraș-cheie în cea de-a doua bătălie de la Lyman.

### Blocajul de iarnă, campanie de uzură și intensificare militară (12 noiembrie 2022 - 7 iunie 2023)
După încheierea contraofensivei gemene ucrainene, luptele au trecut la o semi-dezbatere în timpul iernii, cu pierderi grele, dar cu o mișcare redusă a liniei frontului. Rusia a lansat o autoproclamată ofensivă de iarnă în estul Ucrainei, dar campania s-a încheiat cu o „dezamăgire” pentru Moscova, ofensiva fiind blocată și câștigurile fiind limitate. Analiștii au pus eșecul, în diverse moduri, pe seama lipsei de „oameni antrenați” din partea Rusiei și a problemelor de aprovizionare cu muniție de artilerie, printre alte probleme. Aproape de sfârșitul lunii mai, Mark Galeotti a apreciat că „după ofensiva de iarnă eșuată și prost concepută a Rusiei, care a irosit ocazia de a-și consolida forțele, Ucraina se află într-o poziție relativ puternică”.
La 7 februarie, The New York Times a relatat că rușii au mobilizat recent aproape 200.000 de soldați pentru a participa la ofensiva din Donbas, împotriva trupelor ucrainene deja obosite de luptele anterioare. Compania militară privată rusă Wagner Group a căpătat o mai mare importanță în război, conducând „avansuri zdrobitoare” în Bahmut, cu zeci de mii de recruți din batalioanele de prizonieri care au participat la atacuri „aproape sinucigașe” asupra pozițiilor ucrainene.
La sfârșitul lunii ianuarie 2023, luptele s-au intensificat în sudul regiunii Zaporijjea, ambele părți suferind pierderi grele. În apropiere, în sudul regiunii Donețk, un asalt rusesc intens, de trei săptămâni, în apropiere de orașul minier Vuhledar, a fost numit cea mai mare bătălie cu tancuri din război de până acum și s-a încheiat cu un dezastru pentru forțele ruse, comandanții ucraineni și Ministerul britanic al Apărării afirmând că Rusia a pierdut „cel puțin 130 de tancuri și transportoare blindate de trupe” în timpul bătăliei, respectiv că „o întreagă brigadă rusă a fost efectiv anihilată”.

### Contraofensivele din 2023 și campania de vară (8 iunie 2023 - 1 decembrie 2023)
În iunie 2023, forțele ucrainene au lansat treptat o serie de contraofensive pe mai multe fronturi, inclusiv în regiunea Donețk, regiunea Zaporizhzhia și altele. La 8 iunie 2023, eforturile de contraofensivă s-au concentrat în apropierea unor așezări precum Orikhiv, Tokmak și Bakhmut. Cu toate acestea, operațiunile de contraofensivă s-au confruntat cu o rezistență dură din partea Rusiei, iar grupul de reflecție american Institute for the Study of War a calificat efortul defensiv rusesc ca având "un grad de coerență neobișnuit". La 12 iunie, Ucraina a raportat cel mai rapid avans din ultimele șapte luni, afirmând că a eliberat mai multe sate și a avansat în total 6,5 km. Bloggerii militari ruși au raportat, de asemenea, că Ucraina a cucerit Blahodatne, Makarivka și Neskuchne și că continuă să avanseze spre sud. Ucraina a continuat să elibereze așezări în următoarele câteva luni, ridicând steagul ucrainean deasupra așezării Robotyne la sfârșitul lunii august.
La 24 iunie, Grupul Wagner a lansat o scurtă rebeliune împotriva guvernului rus, capturând mai multe orașe din vestul Rusiei în mare parte fără opoziție înainte de a mărșălui spre Moscova. Acest lucru a venit ca punct culminant al unor lupte interne prelungite și lupte pentru putere între Wagner și Ministerul rus al Apărării. După aproximativ 24 de ore, Grupul Wagner a dat înapoi și a acceptat un acord de pace prin care liderul Wagner, Evgheni Prigozhin, urma să plece în exil în Belarus, iar forțele sale nu vor fi urmărite penal. La 27 iunie, Ministerul britanic al Apărării a raportat că este "foarte probabil" ca Ucraina să fi recuperat, printre progresele sale, teritoriul din regiunea Donbas din estul țării, ocupat de Rusia din 2014. Bloggerii pro-ruși au raportat, de asemenea, că forțele ucrainene au făcut câștiguri în sudul regiunii Herson, stabilind un punct de sprijin pe malul stâng al râului Dnipro după ce l-au traversat.
În august, The Guardian a relatat că Ucraina a devenit cea mai minată țară din lume, Rusia amplasând milioane de mine în încercarea de a contracara contraofensiva ucraineană. Vasele câmpuri minate au forțat Ucraina să deminare extensivă a unor zone pentru a permite avansarea. Oficialii ucraineni au raportat lipsa de oameni și de echipamente, în condițiile în care soldații ucraineni dezgroapă în anumite locuri cinci mine la fiecare metru pătrat.
În urma retragerii Rusiei din Inițiativa privind Marea Neagră pentru cereale, conflictul din Marea Neagră a escaladat, Ucraina vizând navele rusești. La 4 august, surse ale serviciilor de securitate ucrainene au raportat că nava de debarcare rusă Olenegorsky Gornyak a fost lovită și avariată de o dronă navală fără pilot. Imagini video publicate de serviciile de securitate ucrainene par să arate cum drona lovește nava, iar o altă înregistrare video arată cum nava pare să se încline într-o parte. La 12 septembrie, atât surse ucrainene, cât și rusești au raportat că obiective navale rusești din Sevastopol au fost lovite de armament neconfirmat, avariind două nave militare, dintre care una ar fi fost un submarin. Ucraina a raportat, de asemenea, că mai multe platforme de foraj de petrol și gaze din Marea Neagră deținute de Rusia din 2015 au fost recucerite.
În septembrie 2023, serviciile de informații ucrainene estimau că Rusia a desfășurat peste 420.000 de soldați în Ucraina.
La 21 septembrie, Rusia a început să lanseze raiduri cu rachete pe teritoriul Ucrainei, avariind instalațiile energetice ale țării. La 22 septembrie, SUA au anunțat că vor trimite rachete ATACMS cu rază lungă de acțiune în Ucraina, în ciuda rezervelor unor oficiali guvernamentali. În aceeași zi, Direcția principală de informații ucraineană a lansat un atac cu rachete asupra sediului Flotei Mării Negre din Sevastopol, Crimeea, ucigând mai mulți oficiali militari de rang înalt.
În octombrie 2023, s-a raportat o creștere a numărului de revolte în rândul trupelor rusești din cauza numărului mare de pierderi în ofensivele rusești din jurul Avdiivka, fiind raportate, de asemenea, lipsa artileriei, a hranei, a apei și o comandă deficitară. Până în noiembrie, serviciile de informații britanice au declarat că în ultimele săptămâni "probabil că au fost înregistrate unele dintre cele mai mari rate de pierderi rusești din război de până acum".
La mijlocul sau la sfârșitul lunii octombrie 2023, pușcașii marini ucraineni - în parte ghidați de trupe rusești care au dezertat - au traversat râul Nipru (bariera strategică dintre estul și vestul Ucrainei), în aval de barajul distrus Kakhovka, pentru a ataca teritoriul deținut de ruși pe partea de est a râului. În pofida pierderilor grele cauzate de bombardamentele intense și de bombardamentele aeriene rusești, a dezorganizării și a diminuării resurselor, brigăzile ucrainene care au invadat partea râului deținută de ruși au continuat să provoace pierderi grele forțelor rusești până la sfârșitul lunii decembrie.
La 1 decembrie 2023, Volodimir Zelenski a declarat că contraofensiva ucraineană nu a avut succes, invocând lipsa de arme și de forțe terestre. Zelenski a mai declarat că va fi mai ușor pentru Ucraina să recâștige peninsula Crimeea decât regiunea Donbas din estul țării, deoarece Donbasul este puternic militarizat și există frecvent sentimente pro-rusești. În decembrie 2023, mai multe instituții media internaționale au descris contraofensiva ucraineană ca nereușind să recupereze o cantitate semnificativă de teritoriu sau să îndeplinească vreunul dintre obiectivele sale strategice.

### Ofensive rusești și incursiuni ucrainene (aprilie 2024 - prezent)

#### Ofensivele rusești din primăvară și vară
La 10 mai 2024, Rusia a început o nouă ofensivă în regiunea Harkov. Rusia a reușit să cucerească o duzină de sate, iar Ucraina evacuase mai mult de 11,000 de persoane din regiune de la începutul ofensivei până la 25 mai. La 17 mai, Ucraina a declarat că forțele sale au încetinit înaintarea Rusiei, iar la 25 mai, Zelenski a declarat că forțele ucrainene au asigurat „controlul de luptă” în zonele în care trupele ruse au intrat în nord-estul regiunii Kharkiv Oblast. Oficialii ruși au declarat că aceștia „avansează în toate direcțiile” și că obiectivul este de a crea o „zonă tampon” pentru regiunile de frontieră aflate în dificultate. La 7 iunie, Casa Albă a declarat că ofensiva a stagnat și că este puțin probabil să mai avanseze.
În urma succesului Rusiei în bătălia de la Avdiivka, forțele acesteia au avansat spre nord-vest pentru a forma un salient, iar la jumătatea lunii aprilie 2024 au ajuns la așezarea de la Ocheretyne, pe care au capturat-o la sfârșitul lunii aprilie și au extins în continuare salientul în lunile următoare. La începutul lunii aprilie, forțele ruse au lansat, de asemenea, o ofensivă în direcția orașului Chasiv Yar, o așezare de importanță strategică situată la vest de Bakhmut, iar până la începutul lunii iulie au capturat cel mai estic district al acestuia. O altă ofensivă în direcția orașului Torețk a fost lansată la 18 iunie, cu scopul de a cuceri orașul și, potrivit observatorului militar și purtătorului de cuvânt ucrainean Nazar Voloshyn, de a flanca Chasiv Yar dinspre sud. În iulie, forțele ruse au avansat pentru a extinde salientul la nord-vest de Avdiivka și, la 19 iulie, au realizat o breșă care le-a permis să înceapă înaintarea spre orașul Pokrovsk, important din punct de vedere operațional.

#### Ofensivă ucraineană în Rusia
La 6 august 2024, Ucraina a lansat prima ofensivă directă pe teritoriul Rusiei, cea mai amplă incursiune pro-ucraineană de la începutul invaziei, în regiunea limitrofă Kursk. Axa principală a avansului inițial s-a concentrat în direcția orașului Sudzha, situat la 10 kilometri de frontieră, despre care președintele Zelenski a declarat că a fost capturat la 15 august. Ucraina, profitând de lipsa de unități experimentate și de lipsa de apărare de-a lungul graniței cu regiunea Kursk, a reușit să cucerească rapid teritoriul în primele zile ale incursiunii. Incursiunea a determinat Rusia să redirecționeze mii de trupe din teritoriul ucrainean ocupat pentru a contracara amenințarea, dar nu și din regiunea Donețk.
În ciuda termenelor repetate stabilite de Putin pentru a respinge trupele ucrainene, forțele ruse încă nu au făcut acest lucru până la sfârșitul lunii ianuarie 2025, progresele din regiunea Donețk fiind prioritare față de salientul Kursk. Cu toate acestea, până în februarie 2025, forțele ruse din regiunea Donețk au fost descrise de ISW ca nefiind pe deplin protejate de impactul incursiunii la nivelul întregului teatru de operațiuni, trupele, vehiculele blindate, artileria și sistemele de apărare antiaeriană fiind retrase din sectoarele ucrainene pentru a consolida forțele ruse din Kursk.

#### Avansurile rusesti la sfarsitul 2024 si începutul 2025
Trupele ruse au continuat să avanseze în estul Ucrainei, în special într-un ritm mai rapid decât înainte de ofensiva de la Kursk, inclusiv spre orașul de importanță strategică Pokrovsk, unde numărul forțelor lor a fost în schimb mărit.
La sfârșitul lunii august 2024, forțele ruse au cucerit orașul Novohrodivka, la sud-est de Pokrovsk, apropiindu-se la 8 km de oraș, iar la începutul lunii septembrie au capturat Krasnohorivka și Ukrainsk, în apropiere de Pokrovsk și la vest de orașul Donețk. La sfârșitul lunii septembrie, a început un asalt rusesc asupra orașului Vuhledar, deținut de mult timp, care a condus la căderea acestuia la 1 octombrie. După capturarea de către ruși, orașul, cu o populație de aproximativ 14 000 de locuitori înainte de război, a fost descris drept o „ruină întinsă”.
La 30 octombrie, generalul-maior ucrainean Dmytro Marchenko a declarat că „frontul nostru s-a prăbușit” din cauza unei rezerve tot mai mici de muniție, a problemelor cu recrutarea militară și a unei conduceri deficitare. El a declarat că planul de victorie al lui Zelenski era prea concentrat pe căutarea unui sprijin occidental mai mare. Informările oficialilor occidentali au devenit, de asemenea, mai pesimiste cu privire la situația militară a Ucrainei. Potrivit Biroului Procurorului General, până la sfârșitul lunii noiembrie 2024 au fost inițiate peste 100 000 de dosare penale pentru dezertare. Forțele ruse au capturat apoi orașul Kurakhove la sfârșitul lunii decembrie 2024 și centrala electrică Kurakhove din apropiere în ianuarie 2025.
La începutul anului 2025, forțele ruse au avansat în estul Ucrainei, capturând Velyka Novosilka și cea mai mare parte din Toretsk până la sfârșitul lunii ianuarie. Rusia a continuat atacurile asupra infrastructurii energetice ucrainene. În februarie 2025, guvernul ucrainean a aprobat un contract de un an pentru voluntarii cu vârste cuprinse între 18 și 24 de ani, care în prezent nu sunt supuși mobilizării.

## Implicare străină
Armament greu
     Armament ușor
     Materiale neletale
     Non-materiale
     Ucraina
Sprijinul pentru Ucraina

Țări care au acordat ajutor militar Ucrainei
Armament greu
Armament ușor
Materiale neletale
Non-materiale
Ucraina

Ca răspuns la invazie, multe țări au furnizat ajutor militar Ucrainei, inclusiv armament, echipamente, instruire și sprijin logistic. Țările occidentale și alte țări au impus Rusiei sancțiuni limitate înainte de invazie și au aplicat noi sancțiuni când a început invazia, cu intenția de a paraliza economia rusă; sancțiunile au vizat persoane fizice, bănci, întreprinderi, schimburi monetare, exporturi și importuri.
Asistența militară a fost coordonată în principal prin intermediul Grupului de contact pentru apărarea Ucrainei, din care fac parte peste cincizeci de țări, inclusiv toate cele 32 de state membre ale NATO. Din ianuarie 2022 până în ianuarie 2024, Institutul Kiel a monitorizat un ajutor în valoare de 380 de miliarde de dolari pentru Ucraina. Țările europene au furnizat cel mai mare ajutor în total (militar, financiar și umanitar). Estonia și Danemarca au furnizat cel mai mare ajutor militar ca procent din PIB. Uniunea Europeană a coordonat pentru prima dată furnizarea de ajutor militar. Între timp, Statele Unite au furnizat cea mai mare asistență militară Ucrainei și au alocat 175 de miliarde de dolari pentru a ajuta țara. Cea mai mare parte a ajutorului militar american a constat în arme și echipamente americane vechi provenite din stocurile de rezervă, în timp ce majoritatea fondurilor americane destinate Ucrainei rămân în economia SUA și sprijină industriile americane, subvenționând fabricarea de arme și echipamente militare. Bulgaria a furnizat Ucrainei peste o treime din muniția necesară în faza inițială a invaziei și o pluralitate de combustibil necesar.
Deși India a menținut o poziție neutră față de invazie, rapoartele indică faptul că obuze de artilerie fabricate de producători indieni au fost vândute țărilor europene și apoi deturnate către Ucraina. Oficialii indieni nu au intervenit în ciuda obiecțiilor Rusiei.
Majoritatea susținătorilor Ucrainei au exclus trimiterea de trupe în țară în primele luni ale invaziei. Președintele Franței, Emmanuel Macron, a declarat ulterior, în 2024, că trimiterea de trupe era o posibilitate.
Guvernul rus a amenințat cu represalii împotriva țărilor care furnizează ajutor militar Ucrainei și a afirmat că aceasta înseamnă că NATO duce un război prin procură împotriva Rusiei. Potrivit lui Peter Dickinson de la Atlantic Council, guvernul rus nu și-a pus în aplicare amenințările, în ciuda faptului că majoritatea „liniilor roșii” au fost depășite. Președintele Putin a declarat că, dacă ajutorul militar încetează, Ucraina nu va supraviețui mult timp.
Într-un interviu din 3 mai 2025 pentru The Times, Ralph Goff, fost șef al operațiunilor din cadrul CIA, a declarat că administrația Biden a oferit Ucrainei suficiente arme pentru a sângera, dar nu pentru a câștiga, adăugând că „[ei] s-au lăsat păcăliți de Vladimir Putin și de zăngănitul său de săbii nucleare”.

### Sprijinul pentru Rusia
Belarus
Belarus a permis Rusiei să utilizeze teritoriul său pentru a organiza o parte a invaziei și pentru a lansa rachete rusești în Ucraina. Spațiul aerian din Belarus a fost utilizat de Rusia, inclusiv pentru misiuni de avertizare timpurie și control radar, până în 2023, când un avion de supraveghere rusesc Beriev A-50 a fost avariat de drone. Din cauza implicării sale active, Belarusul este considerat un cobeligerant în această invazie, spre deosebire de statele nebeligerante, care au „o gamă largă de instrumente la dispoziția actorilor nebeligeranți fără a atinge pragul luptei de război”. Politologul Matthew Frear consideră Belarusul un co-combatant, „Lukașenko declarându-și în mod repetat sprijinul pentru acțiunile militare ale lui Putin”, în timp ce ediția din 2023 a revistei „Armed Conflict Survey” a IISS l-a clasificat ca nefiind un co-combatant direct. Belarus a furnizat Rusiei arme și muniții, iar mai târziu, conform numărului din 2024 al revistei „Armed Conflict Survey”, Rusia a desfășurat arme nucleare tactice în Belarus.
Iran
În iunie 2023, serviciile de informații militare americane au sugerat că Iranul furniza Rusiei atât drone de luptă Shahed, cât și materiale de producție pentru dezvoltarea unei fabrici de drone. În februarie 2024, un raport Reuters a indicat că Iranul a trimis rachete balistice armatei ruse. Potrivit SUA și Ucrainei, trupe iraniene au fost staționate în Crimeea pentru a asista Rusia în lansarea de atacuri cu drone împotriva civililor și a infrastructurii civile. Institutul pentru Studiul Războiului a apreciat că este vorba probabil de personal al Corpului Gardienilor Revoluției Islamice (IRGC) sau afiliat IRGC. Iranul a negat trimiterea de arme Rusiei pentru a fi utilizate împotriva Ucrainei.
Coreea de Nord
Coreea de Nord a furnizat Rusiei rachete balistice și lansatoare, însă autoritățile americane nu au precizat care sunt modelele specifice. Resturile lăsate de rachete în atacurile din decembrie 2023 împotriva unor ținte ucrainene prezintă părți comune rachetelor Hwasong-11A (KN-23), Hwasong-11B (KN-24) și KN-25. În octombrie 2024, Ucraina și Coreea de Sud au afirmat că ingineri nord-coreeni au fost trimiși pe câmpul de luptă pentru a ajuta la lansarea acestor rachete și au suferit pierderi.
Mai târziu, în aceeași lună, un purtător de cuvânt al Casei Albe a declarat că SUA sunt „îngrijorate” de informațiile potrivit cărora soldați nord-coreeni luptă pentru Rusia. Zelensky a anunțat că serviciile de informații ucrainene credeau că există 10 000 de soldați nord-coreeni care se pregătesc să se alăture forțelor ruse. Guvernul nord-coreean a declarat că niciunul dintre soldații săi nu lupta pentru Rusia.
Ulterior, SUA au declarat că au văzut dovezi conform cărora Coreea de Nord a trimis 3 000 de soldați în Rusia pentru o eventuală desfășurare în Ucraina, stabilind că soldații au fost transportați cu vaporul în octombrie și au fost instruiți la trei baze militare din estul Rusiei. SUA au adăugat că presupusa desfășurare nord-coreeană ar putea fi o dovadă în plus că armata rusă are probleme cu forța de muncă. La 28 octombrie, șeful NATO, Mark Rutte, a confirmat informațiile ucrainene anterioare potrivit cărora trupe nord-coreene au fost desfășurate în regiunea Kursk pentru a sprijini Rusia împotriva ofensivei Kursk (2024-2025), iar Pentagonul a raportat un număr crescut de 10.000 de soldați nord-coreeni trimiși.
La 7 noiembrie, ministrul ucrainean al apărării a raportat că trupele nord-coreene au fost angajate în luptă la 5 noiembrie. La 13 noiembrie, Departamentul de Stat al SUA și Coreea de Sud au confirmat că trupele nord-coreene au început să se angajeze în luptă împotriva forțelor ucrainene în regiunea Kursk. La 24 noiembrie, șeful Statului Major ucrainean a confirmat că trupele nord-coreene au fost angajate în luptă. La 2 decembrie, Pentagonul a declarat că nu are dovezi privind implicarea trupelor nord-coreene în lupte, dar a precizat că soldații nord-coreeni au fost integrați în unități rusești. Direcția ucraineană de informații a confirmat că trupele nord-coreene au fost integrate în unități rusești ținute în rezervă, dar a afirmat că este puțin probabil ca trupele nord-coreene să fie angajate în luptă și că sunt încă angajate în antrenamente. La 16 decembrie, SUA au confirmat că trupe nord-coreene au fost ucise în luptă în regiunea Kursk din Rusia. Până la 18 decembrie, numărul soldaților nord-coreeni uciși și răniți ar fi ajuns la câteva sute, în timp ce Coreea de Sud a raportat 100 de nord-coreeni morți și 1 000 răniți. Ofițerii JAG ai armatei SUA Steve Szymanski și Joshua Keruski au declarat că Coreea de Nord a devenit parte la un conflict armat internațional cu Ucraina începând cu angajamentul din 5 noiembrie.
Zelenskyy a prezentat imagini care, în opinia sa, arătau cum trupele ruse ardeau fețele soldaților nord-coreeni uciși, în încercarea de a ascunde prezența lor pe câmpul de luptă.
În ianuarie 2025, doi militari nord-coreeni au fost luați prizonieri în timp ce luptau în regiunea Kursk. Raportul serviciilor de informații indică faptul că soldaților nord-coreeni le-au fost eliberate documente militare false, care atestau că sunt ruși originari din Tuva. În martie 2025, Șeful Statului Major Întrunit din Coreea de Sud a declarat că Coreea de Nord a trimis încă 3.000 de soldați la începutul anului, împreună cu echipamente militare, inclusiv rachete balistice cu rază scurtă de acțiune, pentru a sprijini Rusia. Potrivit Coreei de Sud, aproximativ 11.000 de soldați nord-coreeni au fost trimiși în Rusia, 4.000 dintre aceștia fiind uciși sau răniți. În aceeași lună, Rusia a recunoscut pentru prima dată prezența soldaților nord-coreeni care îi ajutau forțele în Kursk, Valery Gerasimov exprimându-și în mod specific recunoștința față de trupele nord-coreene pentru ajutorul acordat în „eliberarea zonelor de frontieră din regiunea Kursk”.
Alții
Politico a raportat în martie 2023 că producătorul chinez de arme de stat Norinco a livrat puști de asalt, piese pentru drone și veste antiglonț către Rusia între iunie și decembrie 2022, unele livrări fiind efectuate prin țări terțe, inclusiv Turcia și Emiratele Arabe Unite. Potrivit Statelor Unite, muniția chineză a fost utilizată pe câmpurile de luptă din Ucraina. În mai 2023, Uniunea Europeană a identificat că firme chineze și din Emiratele Arabe Unite furnizau componente de arme către Rusia. În aprilie 2024, s-a raportat că China a furnizat Rusiei informații geospațiale, mașini-unelte pentru tancuri și propulsori pentru rachete. În septembrie 2024, Reuters a raportat documente care indicau că Rusia a înființat un program de armament în China pentru a dezvolta și produce drone de atac cu rază lungă de acțiune, cu ajutorul specialiștilor locali, pentru a fi utilizate în invazia Ucrainei. În iulie 2025, Direcția Principală de Informații a Ucrainei a raportat că Laosul a trimis o echipă de 50 de persoane pentru deminare la Kursk, deși Laosul a negat această afirmație.
Rusia importă din India produse electronice sensibile, mașini, piese auto și echipamente de apărare. Comerțul, precum vânzările de petrol, a crescut începând cu 2022, sporind veniturile companiilor de stat rusești. Pentru a ocoli sancțiunile și a-și gestiona excedentul valutar, Rusia plătește în rupii, susținând atât nevoile civile, cât și cele militare. Retuers a raportat în iulie 2025 că, potrivit datelor vamale indiene, o companie indiană a expediat compuși explozivi de uz militar în valoare de 1,4 milioane de dolari către Rusia în decembrie 2024.
Rusia a continuat să câștige miliarde din exporturile de combustibili fosili către Occident. Aliații occidentali ai Ucrainei au plătit Rusiei mai mult pentru hidrocarburile sale decât au acordat Ucrainei în ajutor. În 2025, Slovacia și Ungaria au respins un plan al UE de a elimina treptat livrările de gaz rusesc prin Turcia până în 2028. „Rafinăriile de spălare a banilor” din Turcia și India prelucrează țițeiul rusesc și vând combustibilul rafinat țărilor care aplică sancțiuni. Rusia a dezvoltat, de asemenea, parteneriate cu India și Emiratele Arabe Unite, care susțin activ eforturile sale de a eluda sancțiunile.
În 2022, aproximativ 400.000 de semiconductori fabricați în SUA, în valoare de 53,6 milioane de dolari, au fost expediați în Rusia prin Maldive, reprezentând aproape 20% din exporturile Maldivelor. Maldivele nu au producători autohtoni de semiconductori; toate exporturile sale sunt realizate de companii fantomă rusești, majoritatea cu sediul în Hong Kong. În perioada 2015-2021, comerțul anual mediu între Rusia și Turcia cu 45 de materiale legate de domeniul militar a fost de 28 de milioane de dolari; în perioada ianuarie-octombrie 2023, acesta a fost de 158 de milioane de dolari.
În perioada ianuarie 2022-mijlocul anului 2025, Statele Unite au importat produse rusești în valoare de 24,51 miliarde de dolari, în principal îngrășăminte, uraniu îmbogățit și plutoniu, precum și paladiu.

## Victimele și criza refugiaților
Vezi și Crimele de război în invazia rusă în Ucraina

### Victime
Se spune că sursele ruse și ucrainene umflă numărul victimelor pentru forțele adverse și minimalizează propriile pierderi pentru moral. Documente divulgate de SUA afirmă că „raportarea insuficientă a victimelor în cadrul sistemului [rusesc] evidențiază «reticența continuă» a armatei de a transmite vești proaste în lanțul de comandă”. Posturile de știri rusești au încetat în mare măsură să mai raporteze numărul de morți din Rusia. Rusia și Ucraina au recunoscut că au suferit pierderi „semnificative” și, respectiv, „considerabile”.
Numărul deceselor civile și militare a fost imposibil de stabilit cu exactitate. Agenția France-Presse (AFP) a raportat că nici ea, nici observatorii independenți ai conflictului nu au putut verifica declarațiile Rusiei și Ucrainei privind pierderile inamice și au suspectat că acestea au fost exagerate. În octombrie 2022, proiectul media rus independent iStories, citând surse apropiate Kremlinului, a raportat că peste 90.000 de soldați ruși au fost uciși, grav răniți sau dispăruți.
În timp ce decesele din luptă pot fi deduse dintr-o varietate de surse, inclusiv din imaginile prin satelit ale acțiunilor militare, măsurarea deceselor civile este mai dificilă. În iunie 2022, ministrul ucrainean al apărării a declarat pentru CNN că zeci de mii de ucraineni au murit și că speră ca numărul morților să fie sub 100 000. Până în iulie 2024, aproximativ 20.000 de ucraineni și-au pierdut membrele. În orașul distrus Mariupol, oficialii ucraineni cred că cel puțin 25.000 au fost uciși, iar în septembrie 2022 încă erau descoperite cadavre. Primarul a declarat că peste 10.000 și posibil până la 20.000 de civili au murit în asediul orașului Mariupol, iar forțele ruse au adus cu ele echipamente mobile de incinerare atunci când au intrat în oraș. O anchetă a AP de la sfârșitul anului 2022 a estimat până la 75.000 de civili uciși numai în zona Mariupol. AFP afirmă că „o lacună esențială în numărarea victimelor este lipsa de informații din locurile ocupate de ruși, cum ar fi orașul-port Mariupol, unde se crede că au murit zeci de mii de civili”. Între martie 2022-februarie 2023, în Mariupol s-au înregistrat cel puțin 8.000 de decese în exces. Biroul Înaltului Comisar al Organizației Națiunilor Unite pentru Drepturile Omului (OHCHR) raportează probleme similare și consideră că numărul real al victimelor civile este semnificativ mai mare decât a putut confirma.
În armata rusă, minoritățile etnice au suferit pierderi disproporționat de mari. În octombrie 2022, regiunile rusești cu cel mai mare număr de morți erau Daghestan, Tuva și Buryatia, toate regiuni minoritare. În februarie 2024, șase din cele zece regiuni rusești cu cele mai mari rate ale mortalității în Ucraina erau situate în Siberia și în Extremul Orient, iar minoritățile etnice continuând să înregistreze rate ale victimelor disproporționate, ceea ce i-a determinat pe analiști să avertizeze că situația va duce la efecte distructive pe termen lung asupra acestor comunități. Aproximativ 1.200 de soldați ruși au fost uciși sau răniți în Ucraina în fiecare zi în perioada mai-iunie 2024, cifră care a crescut la 1.500 până în noiembrie 2024, când au fost estimate 45.690 de victime în acea lună. Newsweek a estimat că, în cea mai sângeroasă zi din noiembrie 2024, raportul bărbaților ruși uciși (1.950) a depășit rata medie zilnică a natalității masculine în Rusia (1.836). Publicația de știri Meduza, cu sediul în Letonia, a estimat că până la 140.000 de soldați ruși au murit până în iulie 2024.
Invazia rusă a devenit cel mai mortal război european din ultimii 80 de ani, depășind Războiul din Bosnia. Rata medie a mortalității în Ucraina a fost de 8,7/1000 de persoane în 2020 și a sărit la 18,6 în 2024, în timp ce rata mortalității în Rusia a fost de 14/1000, clasându-le pe locurile 1 și 9, dintre țările cu cele mai mari rate ale mortalității. În august 2024, Haaretz estima că 172.000 de oameni au murit în invazia rusă. În februarie 2025, Quincy Institute for Responsible Statecraft a estimat 250.000 de morți. În septembrie 2024, Wall Street Journal a raportat că există acum un milion de ucraineni și ruși care au fost uciși sau răniți; a remarcat modul în care numărul victimelor afectează populațiile în scădere ale țărilor dinainte de război.
|                   | Numere                               | Perioada de timp            | Sursa                                  |
| ----------------- | ------------------------------------ | --------------------------- | -------------------------------------- |
| Civili in Ucraina | 13.580 uciși, 34.115 răniți          | 24 feb. 2022 - 30 iun. 2025 | OHCHR                                  |
| Civili Ucraineni  | 11.000 uciși, 28.000 captivi         | 24 feb. 2022 - 30 nov. 2023 | Guvernul ucrainean                     |
| Trupele ucrainene | 46.000 uciși, 380.000 răniți         | 24 feb. 2022 - 16 feb. 2025 | Biroul Președintelui Ucrainei          |
| Trupele ucrainene | 60.000–100.000 uciși, 400.000 răniți | 24 feb. 2022 - 26 nov. 2024 | Estimare The Economist                 |
| Trupele ucrainene | 70.935 uciși                         | 24 feb. 2022 - 21 mai 2025  | UALosses                               |
| Trupele ruse      | 950.000 uciși și răniți              | 24 feb. 2022 - 3 mai 2025   | Ministerul Apărării din Marea Britanie |
| Trupele ruse      | 189.051–273.073 uciși                | 24 feb. 2022 - 8 aug. 2025  | BBC Rusia                              |
| Trupele ruse      | 122.883 uciși (confirmați prin nume) | 24 feb. 2022 - 8 aug. 2025  | BBC Rusia și Mediazona                 |
| Trupele ruse      | 1.071.780 victime                    | 24 feb. 2022 - 19 aug. 2025 | Guvernul ucrainean                     |

### Criza refugiaților
Războiul a provocat cea mai mare criză umanitară și de refugiați din Europa de după al Doilea Război Mondial. În prima săptămână a invaziei, ONU a raportat că peste un milion de refugiați au fugit din Ucraina; numărul acestora a ajuns la peste opt milioane în februarie 2023. În mai 2022, în urma unui aflux de echipament militar în Ucraina, un număr semnificativ de refugiați au încercat să se întoarcă în regiuni relativ izolate de frontul de invazie din sud-estul Ucrainei. Până la 3 mai, alte 8 milioane de persoane au fost strămutate în interiorul Ucrainei.
Majoritatea refugiaților erau femei, copii, vârstnici sau persoane cu dizabilități. Majoritatea cetățenilor ucraineni de sex masculin cu vârste cuprinse între 18 și 60 de ani nu au avut dreptul să părăsească Ucraina în cadrul serviciului militar obligatoriu, cu excepția celor care aveau în întreținere trei sau mai mulți copii, a taților singuri sau a părinților/tutorilor copiilor cu dizabilități. Mulți bărbați ucraineni, inclusiv adolescenți, au ales să rămână voluntar în Ucraina pentru a se alătura rezistenței.
Potrivit Înaltului Comisariat al Națiunilor Unite pentru Refugiați, în mai 2022, erau 3.315.711 refugiați în Polonia, 901.696 în România, 594.664 în Ungaria, 461.742 în Moldova, 415.402 în Slovacia și 27.308 în Belarus, în timp ce Rusia a raportat că a primit peste 800.104 refugiați. Până în iulie 2022, peste 390.000 de refugiați ucraineni au ajuns în Republica Cehă, unde refugiatul mediu era o femeie însoțită de un copil. Acești refugiați aveau de două ori mai multe șanse să aibă o diplomă universitară decât populația cehă în ansamblu. Turcia a înregistrat peste 58.000 de refugiați ucraineni în martie 2022. UE a invocat pentru prima dată Directiva privind protecția temporară, acordând refugiaților ucraineni dreptul de a locui și de a munci în UE pentru o perioadă de până la trei ani. Marea Britanie a acceptat 146.379 de refugiați și a extins dreptul de a rămâne în Regatul Unit pentru o perioadă de trei ani, cu drepturi similare celor acordate de UE, trei ani de rezidență și acces la asistență socială și servicii publice.
Potrivit Organizației pentru Securitate și Cooperare în Europa (OSCE), Rusia s-a angajat într-o „deportare masivă” a peste 1,3 milioane de civili ucraineni, ceea ce ar putea constitui crime împotriva umanității. OSCE și Ucraina au acuzat Rusia că a mutat cu forța civilii în lagăre de filtrare din teritoriul controlat de Rusia, iar apoi în Rusia. Surse ucrainene au comparat această politică cu transferurile de populație din era sovietică și cu acțiunile Rusiei în războiul de independență din Cecenia. De exemplu, în aprilie 2022, Rusia a afirmat că a evacuat aproximativ 121.000 de locuitori din Mariupol în Rusia. RIA Novosti și oficialii ucraineni au declarat că mii de persoane au fost trimise în centre din orașe din Rusia și din Ucraina ocupată de Rusia, de unde au fost trimise în regiuni ale Rusiei aflate în criză economică.

## Crime de război și atacuri asupra civililor
În timpul invaziei, armata și autoritățile ruse au fost responsabile de atacuri deliberate împotriva țintelor civile (inclusiv atacuri asupra spitalelor și rețelei energetice), masacre ale civililor, răpiri și torturi ale civililor, violență sexuală, deportarea forțată a civililor, precum și tortura și uciderea prizonierilor de război ucraineni. De asemenea, au efectuat numeroase atacuri indiscriminate în zone dens populate, inclusiv cu bombe cu submuniție, ucigând, într-un singur caz, 61 de persoane în atacul asupra gării din Kramatorsk. Potrivit lui Kyrylo Budanov, șeful serviciilor secrete ucrainene, înainte de începerea invaziei Ucrainei, Rusia a creat „liste de execuție” ale profesorilor, jurnaliștilor, oamenilor de știință, scriitorilor, preoților și politicienilor ucraineni și se pregătea pentru un genocid al ucrainenilor; planurile includeau și locațiile gropilor comune și ale crematoriilor mobile.
Potrivit Oficiului Înaltului Comisar al Națiunilor Unite pentru Drepturile Omului, până în decembrie 2023, aproximativ 78% dintre victimele civile confirmate au fost ucise pe teritoriul controlat de Ucraina, în timp ce 21% au fost ucise pe teritoriul ocupat de Rusia. Peste 12.300 de civili au fost uciși de la începutul invaziei. Rusia a vizat în mod deliberat civilii ucraineni cu drone, cum ar fi în campania de teroare din Herson, numită „safari uman”. În mai 2025, ONU a concluzionat că atacurile repetate ale Rusiei asupra civililor din Herson, care au ucis aproape 150 de persoane și au rănit alte sute, potrivit oficialilor, constituie crime de război și crime împotriva umanității.
Biroul ONU pentru Drepturile Omului raportează că Rusia comite grave încălcări ale drepturilor omului în Ucraina ocupată, inclusiv detenții arbitrare, dispariții forțate, tortură, reprimarea protestelor și a libertății de exprimare, rusificarea forțată, îndoctrinarea copiilor și suprimarea limbii și culturii ucrainene. Ucrainenii au fost constrânși să accepte pașapoarte rusești și să devină cetățeni ruși. Cei care refuză sunt privați de asistență medicală și de alte drepturi și pot fi închiși ca „cetățeni străini”. Bărbații ucraineni care acceptă cetățenia rusă sunt recrutați pentru a lupta împotriva armatei ucrainene.
Forțele ruse ar fi folosit arme chimice interzise în timpul războiului, de obicei grenade cu gaz lacrimogen. În aprilie 2024, o anchetă a Daily Telegraph a concluzionat că „trupele ruse desfășoară o campanie sistematică de atacuri chimice ilegale împotriva soldaților ucraineni”.

### Prizonieri de război
Un raport din 25 august 2022 al Laboratorului de Cercetare Umanitară al Școlii de Sănătate Publică din Yale a identificat aproximativ 21 de lagăre de filtrare pentru „civili, prizonieri de război și alt personal” ucrainean în vecinătatea regiunii Donețk. Imaginile unui lagăr, închisoarea Olenivka, au relevat două locuri cu pământul răscolit, ceea ce indică „posibile morminte”. Kaveh Khoshnood, profesor la Școala de Sănătate Publică din Yale, a declarat: „Detenția în izolare a civililor este mai mult decât o încălcare a dreptului internațional umanitar – reprezintă o amenințare la adresa sănătății publice a celor aflați în prezent în custodia Rusiei și a reprezentanților săi”. Condițiile descrise de prizonierii eliberați includ expunerea la intemperii, acces insuficient la instalații sanitare, hrană și apă, condiții de înghesuire, șocuri electrice și agresiuni fizice.
Un raport al OHCHR publicat în noiembrie 2022 a documentat abuzuri comise de ambele părți. Raportul s-a bazat pe interviuri cu prizonieri care au vorbit despre abuzuri și rele tratamente.
În martie 2023, comisarul ONU pentru drepturile omului, Volker Türk, a raportat că peste 90 % dintre prizonierii de război ucraineni intervievați de biroul său au declarat că au fost torturați sau maltratați, inclusiv „bătaie de bun venit” la sosirea lor în penitenciare, la care Rusia, în ciuda mai multor solicitări, nu a permis accesul personalului ONU.
În aprilie 2023, mai multe videoclipuri au început să circule pe diferite site-uri web, arătând presupus soldați ruși decapitând soldați ucraineni.
În martie 2024, Organizația Națiunilor Unite a publicat un raport în care se afirma că Rusia ar fi executat peste 30 de prizonieri de război ucraineni capturați recent în lunile de iarnă. Biroul ONU pentru Drepturile Omului a verificat trei incidente în care militari ruși au executat șapte militari ucraineni. Potrivit aceluiași raport, 39 din 60 de prizonieri de război ucraineni eliberați „au dezvăluit că au fost supuși violenței sexuale în timpul internării, inclusiv tentative de viol, amenințări cu violul și castrarea, bătăi sau aplicarea de șocuri electrice la organele genitale și nuditate forțată repetată, inclusiv în timpul interogatoriilor și pentru a verifica dacă au tatuaje”.
În octombrie 2024, SEAE a publicat o declarație în care descria frecvența crescândă a execuțiilor de prizonieri ucraineni de către ruși, cel puțin 177 de prizonieri murind în captivitate rusă de la începutul războiului. Declarația includea și confirmarea de către Oficiul Înaltului Comisar al Națiunilor Unite pentru Drepturile Omului (OHCHR) a utilizării sistematice a unei game largi de metode de tortură diferite folosite de ruși împotriva prizonierilor ucraineni.
Forțele armate ucrainene au fost, de asemenea, acuzate de execuții și alte abuzuri asupra prizonierilor de război ruși, dar numărul acestor acuzații a fost semnificativ mai mic.

### Răpirea copiilor ucraineni
În iunie 2024, o anchetă realizată de Financial Times a identificat patru copii ucraineni pe un site web de adopție afiliat guvernului rus, care fuseseră răpiți din centrele de plasament ale statului. Originea ucraineană a copiilor nu era menționată. Unul dintre copii era prezentat cu un nou nume rus și o vârstă diferită de cea din documentele ucrainene, iar altul era prezentat cu o versiune rusă a numelui său ucrainean. Alte 17 cazuri identificate de Financial Times pe site-ul de adopții au fost, de asemenea, confirmate ca fiind copii ucraineni într-o anchetă recentă a New York Times. Autoritățile ucrainene estimează că aproape 20.000 de copii ucraineni au fost luați cu forța din teritoriile ocupate și duși în Rusia de la începutul invaziei pe scară largă. Wayne Jordash, președintele firmei de avocatură umanitară Global Rights Compliance, a descris transferul forțat sau deportarea copiilor ca fiind crime de război, adăugând că, atunci când acest lucru se face ca parte a unui atac generalizat sau sistematic asupra populației civile, Rusia comite și crime împotriva umanității.
În martie 2025, ISW a declarat că, până la momentul începerii invaziei, Rusia pusese deja bazele pentru deportarea în masă a copiilor ucraineni, Putin recunoscând că privarea Ucrainei de potențialul său multigenerațional este o modalitate de a domina poporul ucrainean. ISW a citat documente ale Kremlinului descoperite de activiști ucraineni pentru drepturile omului, datate 18 februarie 2022, care descriu planurile de a muta copiii ucraineni din orfelinatele din regiunile ocupate Donețk și Luhansk în Rusia sub pretextul „evacuărilor umanitare”, vizând în special copiii vulnerabili fără îngrijire parentală. În anii care au urmat invaziei, Rusia s-a angajat într-un proiect profund instituționalizat de răpire și atribuire forțată a identității ruse copiilor ucraineni. Dreptul internațional interzice în mod explicit acest tip de transfer forțat de copii, iar mutarea copiilor în scopul de a dăuna unui grup național sau etnic este considerată un act de genocid.

### Mandate internaționale de arestare
Curtea Penală Internațională (CPI) a deschis o anchetă privind posibile crime împotriva umanității, genocid și crime de război comise în Ucraina. La 17 martie 2023, CPI a emis un mandat de arestare pe numele lui Putin, acuzându-l de răspundere penală individuală în răpirea copiilor deportați cu forța în Rusia. A fost pentru prima dată când CPI a emis un mandat de arestare pe numele șefului statului unui membru permanent al Consiliului de Securitate al Organizației Națiunilor Unite (cele cinci puteri nucleare principale ale lumii). Moscova a negat orice implicare în crime de război, un răspuns pe care Vittorio Bufacchi de la University College Cork îl consideră „la limita ridicolului”, iar afirmația sa că imaginile din Bucha au fost fabricate este „un răspuns necinstit, născut din orgoliu delirant, post-adevăr exagerat, (care) nu merită să fie luat în serios”. Chiar și Senatul Statelor Unite, de obicei divizat, s-a reunit pentru a-l numi pe Putin criminal de război.
Una dintre numeroasele eforturi de a documenta crimele de război ale Rusiei se referă la bombardarea repetată a piețelor și a cozilor la pâine, distrugerea infrastructurii de bază și atacurile asupra exporturilor și convoaielor de aprovizionare, într-o țară în care înfometarea deliberată a ucrainenilor de către sovietici, Holodomor, încă planează în memoria publică. Deportarea forțată a populației, așa cum a avut loc în Mariupol, este un alt domeniu de interes, deoarece deportările și transferurile forțate sunt definite atât ca crime de război în conformitate cu Convenția a IV-a de la Geneva și Protocolul II și articolul 8 din Statutul de la Roma, cât și ca crime împotriva umanității, în conformitate cu articolul 7 din Statutul de la Roma. Fiind atât crime de război, cât și crime împotriva umanității, acestea sunt supuse mai multor mecanisme de responsabilizare individuală, Curtea Penală Internațională și, la nivel de stat, jurisdicția universală și legislația privind sancțiunile Magnitsky.
CPI a emis, de asemenea, mandate de arestare pentru oficialii militari Sergey Kobylash, Viktor Sokolov, Sergei Shoigu și Valery Gerasimov.